# Brændesgårdshaven
Brændesgårdshaven er en bornholmsk forlystelsespark vest for Svaneke på Bornholm

## Historie
Emil Ipsen (født 1872) erhvervede Brændesgård i 1904, og i 1933 åbnede han Brændesgårdshaven for offentligheden mod en entré på 25-øre. Haven var en succes fra den første sæson. I 1961 døde Emil Ipsen, og enken tog over i to år, hvorefter børnene arvede haven. I 1998, efter 65 år med samme navn, skiftede haven navn til JOBOLAND. Haven blev i 2004 solgt til et ægtepar fra Sjælland, der drev haven videre til 2015, hvor haven igen kom på bornholmske hænder og fik sit oprindelige navn tilbage.
I dag består parken af en dyrepark, et vandland og en have med blomster og forskellige aktiviteter som f.eks. robåde, svævebane og legepladser.
I 2021 blev etableringen af en ny Vandrutsjebane igangsat - Corona pandemi og Krigen i Ukraine forsinkede imidlertid projektet, som er færdigt i 2024.